# Cobra 1
Cobra 1 – polski 8-bitowy mikrokomputer domowy i przemysłowy projektu Andrzeja Sirko, z procesorem ZiLOG Z-80A, przeznaczony do samodzielnej budowy.
Schemat i opis komputera był publikowany w czasopiśmie Audio Video, począwszy od numeru 1/84. Z powodu długiego okresu publikacji (Audio Video było wtedy kwartalnikiem) konstrukcja zestarzała się jeszcze przed jej zakończeniem, co nastąpiło w roku 1986.
Cobra 1 nie była wzorowana na ZX-81 i nie była z nim kompatybilna. Pierwotnie, pomysłodawca komputera chciał, by przedsiębiorstwa państwowe produkowały części komputera przeznaczone do montażu przez użytkowników, lecz pomysł został zignorowany przez władze, a chętne osoby musiały komputer wykonać całkowicie własnym sumptem.

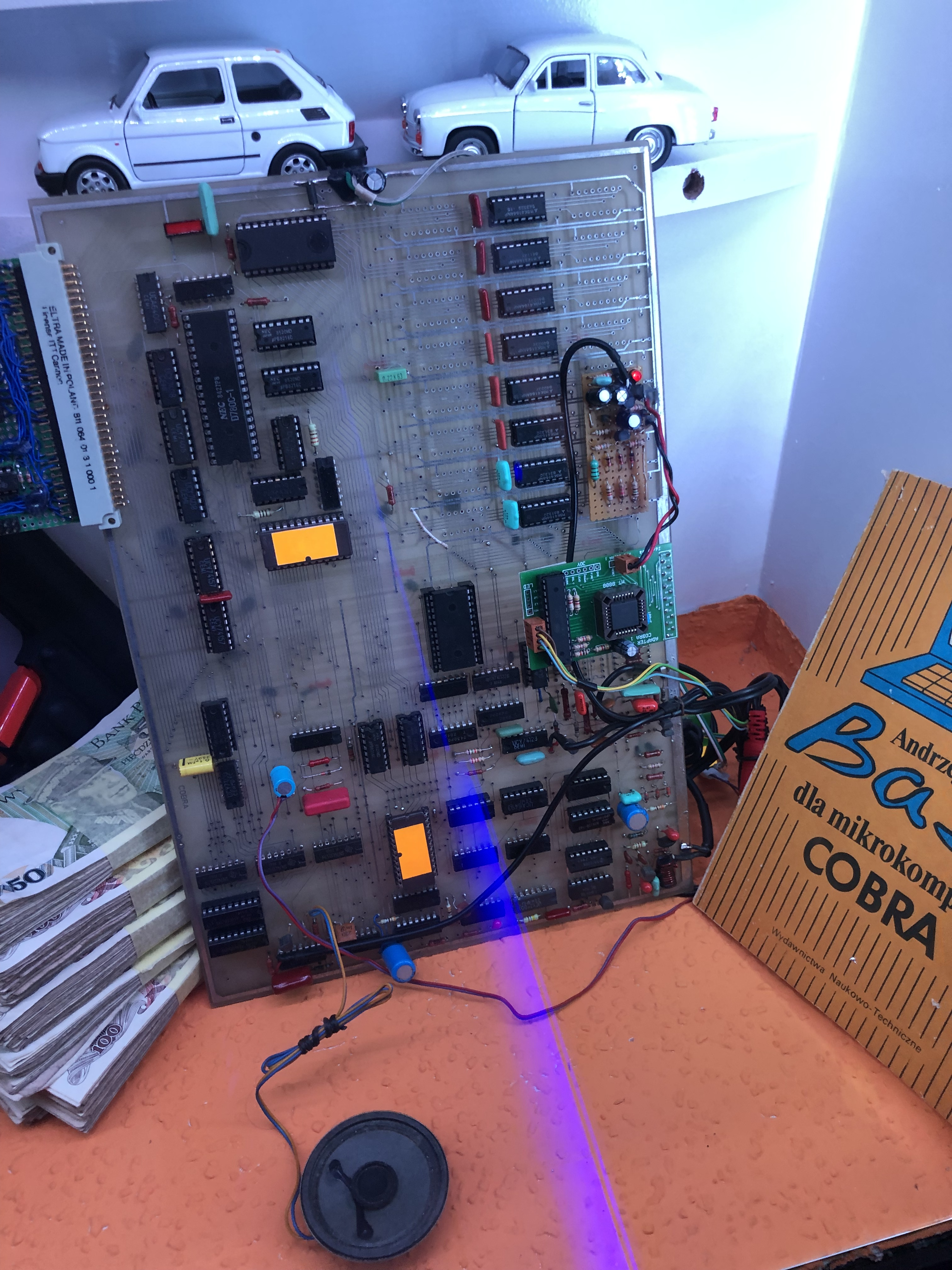
Oryginalna płyta główna mikrokomputera Cobra 1 z lat 80., ze zbiorów Pixel-Manii we Władysławowie

## Specyfikacja
- procesor: Z80A 3,25 MHz
- pamięć:
  - operacyjna RAM: od 16 do 48 KB na układach 4116 o pojemności 16 kb albo 4164 o pojemności 64 kb
  - stała EPROM: 2 KB
  - pamięć masowa: magnetofon kasetowy; prędkość zapisu/odczytu 300 i 1200 bitów na sekundę
  - obrazu: 1 KB
  - generator znaków
- grafika:
  - tylko tryb znakowy - zestaw 64 znaków z możliwością rozszerzenia do 256[4]
  - tekst: 32 × 24 znaków, 8x8 pikseli
  - kolory: 1 (biały i czarny, z możliwością rozszerzenia do 8 poziomów jasności)
- dźwięk: 1 kanał
- porty: PIO 1x74S412 (wejście-obsługa klawiatury/magnetofonu)
- urządzenie wejścia-wyjścia
  - podstawowe:
    - klawiatura kontaktronowa
    - monitor: telewizor
    - pamięć masowa: magnetofon kasetowy

  - dodatkowe:
    - port drukarki:
      - D-100[5]
      - Seikosha GP-500A[6]
      - dalekopis[7]

    - pamięć masowa: stacja dyskietek 5 1/4" 360 kB
- oprogramowanie:
  - system operacyjny: Monitor w pamięci stałej
  - język programowania: Basic, asembler, disasembler, język maszynowy
- data opracowania: 1984–1986[8]
- opracowali:
  - Andrzej Sirko i uzupełnili czytelnicy
- koszt komputera z pamięcią 16 KB wg cen z 1984: 32 000 zł PLZ (ok. 3050 zł PLN w 2017 r. po uwzględnieniu denominacji i inflacji).